# Cascata da Nascente do Rio dos Sinos
A Cascata da Nascente do Rio dos Sinos localiza-se no município de Caraá, no estado do Rio Grande do Sul, mais precisamente na localidade de Fraga, próxima da divisa com o município de Maquiné e a 27 Km da sede (via estrada). A cascata localiza-se próxima a nascente do rio dos Sinos, numa área de mata virgem, tendo 116 metros de altura. Cerca de 350 metros rio abaixo, localiza-se uma segunda cascata de 20 metros de altura. 

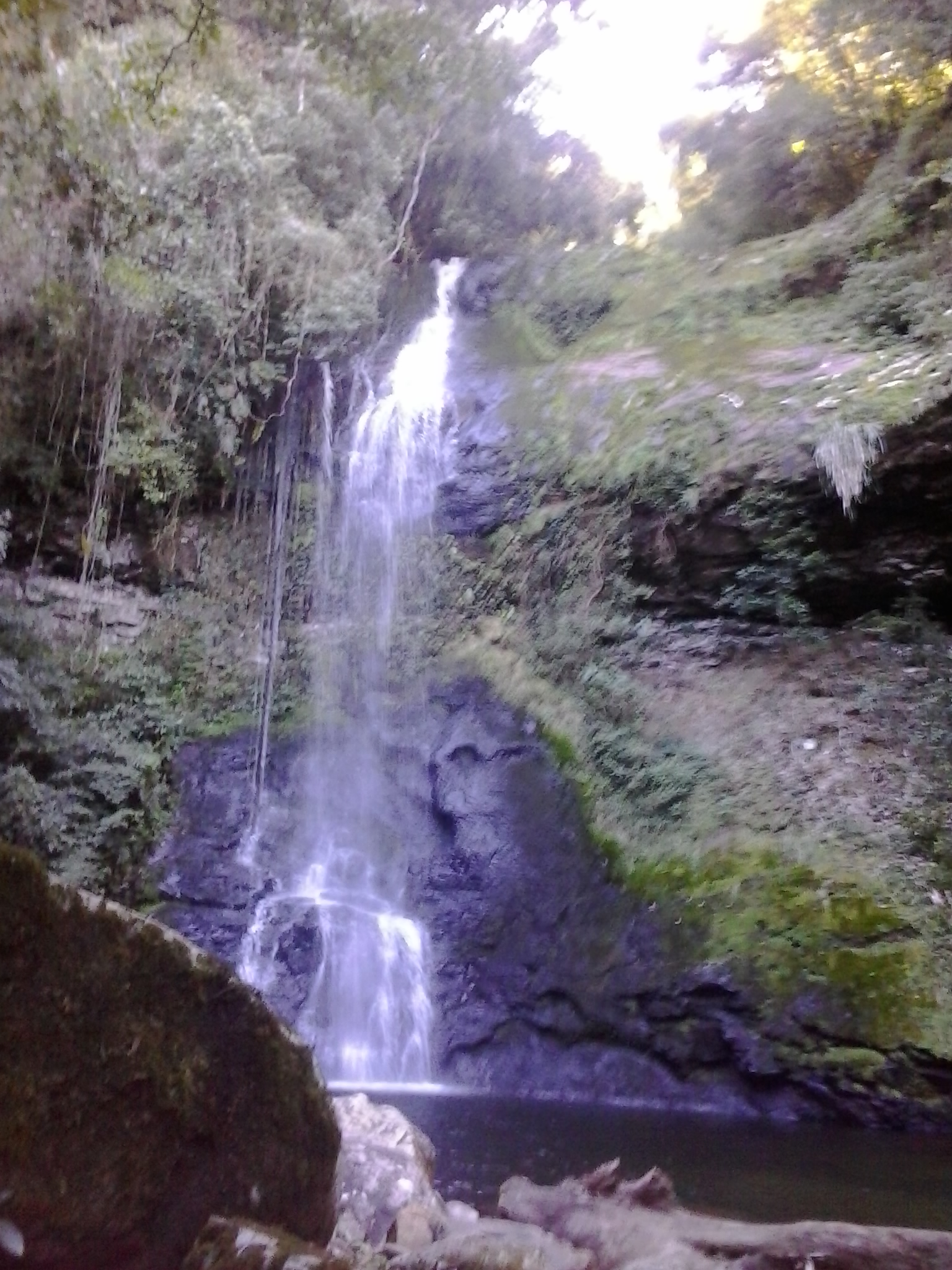
Cascata de 20m próxima a nascente do Rio dos Sinos

O acesso é pelo município de Caraá e pela estrada que acompanha o rio até a nascente. A trilha tem dificuldade mediana e aproximadamente 1500 metros com fauna e flora autóctones da Mata Atlântica